# قهرمانی کشتی جهان ۱۹۵۷
قهرمانی کشتی جهان ۱۹۵۷ هفدهمین دوره از رقابت‌های قهرمانی جهان می‌باشد که از ۱ تا ۲ ژوئن ۱۹۵۷ در استانبول، ترکیه برگزار گردید.

## جدول مدال‌ها
| رتبه           | کشور               | طلا | نقره | برنز | مجموع |
| -------------- | ------------------ | --- | ---- | ---- | ----- |
| ۱              | ترکیه              | ۴   | ۲    | ۲    | ۸     |
| ۲              | اتحاد جماهیر شوروی | ۲   | ۳    | ۱    | ۶     |
| ۳              | ایران              | ۱   | ۱    | ۰    | ۲     |
| ۴              | بلغارستان          | ۱   | ۰    | ۲    | ۳     |
| ۵              | آلمان غربی         | ۰   | ۱    | ۰    | ۱     |
| ۵              | فنلاند             | ۰   | ۱    | ۰    | ۱     |
| ۷              | ژاپن               | ۰   | ۰    | ۲    | ۲     |
| ۸              | ایتالیا            | ۰   | ۰    | ۱    | ۱     |
| مجموع (۸ کشور) | مجموع (۸ کشور)     | ۸   | ۸    | ۸    | ۲۴    |

## رده‌بندی تیمی
| رتبه | آزاد مردان         | آزاد مردان |
| رتبه | تیم                | امتیازات   |
| ---- | ------------------ | ---------- |
| ۱    | ترکیه              | ۴۲         |
| ۲    | اتحاد جماهیر شوروی | ۳۵         |
| ۳    | ایران              | ۲۰         |
| ۴    | بلغارستان          | ۱۸         |
| ۵    | ژاپن               | ۱۵         |
| ۶    | آلمان غربی         | ۹          |

## خلاصه مدال‌ها

### آزاد مردان
| رویداد | طلا               | نقره                 | برنز               |
| ۵۲ ک‌گ  | Mehmet Kartal     | میریان تالکلامانیدزه | Luigi Chinazzo     |
| ۵۷ ک‌گ  | Huseyin Akbas     | Tauno Jaskari        | Yasuyuki Shimamura |
| ۶۲ ک‌گ  | مصطفی داغستانلی   | حسین ملاقاسمی        | Norik Mushekian    |
| ۶۷ ک‌گ  | Alimbeg Bestayev  | Hayrullah Sahin      | کازو آبه           |
| ۷۳ ک‌گ  | واختانگ بالاوادزه | اسماعیل اوغان        | Murtaza Murtazov   |
| ۷۹ ک‌گ  | نبی سروری         | Georgi Skhirtladze   | حسن گونگور         |
| ۸۷ ک‌گ  | Petko Sirakov     | Boris Kulayev        | عصمت آتلی          |
| ۸۷+ ک‌گ | حمیت کاپلان       | ویلفرد دیتریش        | Hussein Mehmedov   |